# Winter Cup 2022
A Winter Cup 2022 foi uma competição de ginástica artística realizada no Ford Center at The Star em Frisco. Como no ano anterior, incluiu a ginástica artística masculina e feminina.

## Calendário de competição
A competição contou com competições sênior e juvenil para as disciplinas femininas e masculinas. O calendário da competição foi o seguinte (todos os horários no Fuso Horário Central):
Sexta-feira, 25 de fevereiro:
- Nastia Liukin Cup, 1:30 p.m.
- Winter Cup - Masculino Dia 1, 6:30 p.m.

Sábado, 26 de fevereiro:
- Winter Cup - Feminino Sênior, 12:00 p.m
- Elite Team Cup, 5:30 p.m.

Domingo, 27 de fevereiro:
- Winter Cup - Feminino Juvenil, 12:00 p.m
- Winter Cup - Masculino Dia 2, 5:30 p.m.

## Patrocínio
A Winter Cup 2022 foi patrocinada pelas fabricantes de roupas Ozone e Turn.

## Medalhistas
| Evento              | Ouro                               | Prata                       | Bronze                      |
| ------------------- | ---------------------------------- | --------------------------- | --------------------------- |
| Sênior Feminino     |                                    |                             |                             |
| Individual geral    | Konnor McClain                     | Skye Blakely                | eMjae Frazier               |
| Salto               | Joscelyn Roberson                  | Paityn Walker               | —                           |
| Barras assimétricas | Nola Matthews                      | Paityn Walker               | Elle MuellerLauren Little   |
| Trave               | Konnor McClain                     | eMjae Frazier               | Ashlee SullivanSkye Blakely |
| Solo                | eMjae Frazier                      | Skye Blakely                | Konnor McClainKaris German  |
| Juvenil Feminino    |                                    |                             |                             |
| Individual geral    | Ella Kate Parker                   | Ella Murphy                 | Hezly Rivera                |
| Salto               | Tiana Sumanasekera                 | Ella Kate ParkerZoey Molomo | —                           |
| Barras assimétricas | Gabriella Van Frayen               | Alicia Zhou                 | Jayla HangMyli Lew          |
| Trave               | Ella Kate Parker                   | Tiana Sumanasekera          | Ella Murphy                 |
| Solo                | Ella Kate ParkerTiana Sumanasekera | —                           | Azaraya Ra-Akbar            |
| Sênior Masculino    |                                    |                             |                             |
| Individual geral    | Vitaliy Guimaraes                  | Khoi Young                  | Asher Hong                  |
| Solo                | Ian Lasic-Ellis                    | Asher Hong                  | Raydel Gamboa               |
| Cavalo com alças    | Khoi Young                         | Yul Moldauer                | Zachary Nunez               |
| Argolas             | Alex Diab                          | Asher Hong                  | Yul Moldauer                |
| Salto               | Asher Hong                         | Khoi Young                  | Colt Walker                 |
| Barras paralelas    | Curran Phillips                    | Yul Moldauer                | Asher Hong                  |
| Barra fixa          | Jack Freeman                       | Curran Phillips             | Michael Jaroh               |

## Seleção nacional
Os ginastas masculinos disputavam vagas na seleção masculina. Após a conclusão da competição, os seguintes membros foram nomeados:
- Medalhistas do Mundial de 2021:
  - Brody Malone
  - Stephen Nedoroscik

- Top 5 no individual geral após o primeiro dia de competição:
  - Vitaliy Guimaraes
  - Khoi Young
  - Asher Hong
  - Yul Moldauer
  - Colt Walker

- Vencedores de eventos individuais
  - Alex Diab (argolas)
  - Curran Phillips (barras paralelas)

- Discricionário [a]
  - Paul Juda

- Programa de 10 pontos
  - Ian Lasic-Ellis
  - Riley Loos

- Petição
  - Cameron Bock
  - Shane Wiskus
  - Alec Yoder

## Participação

### Masculino
- Michael Artlip (Penn State University)
- Fuzzy Benas (University of Oklahoma)
- Jeremy Bischoff (Stanford University)
- Landen Blixt (Infinity Gymnastics Academy)
- Crew Bold (University of Michigan)
- Garrett Braunton (United States Air Force Academy)
- Taylor Burkhart (Stanford Boys Gymnastics)
- Matt Cormier (Penn State University)
- Mathew Davis (Army West Point)
- Evan Davis (Iowa GymACT)
- Alex Diab (USOPTC)
- Isaiah Drake (United States Naval Academy)
- Mike Fletcher (University of Illinois)
- Jack Freeman (University of Oklahoma)
- James Friedman (Iowa GymACT)
- Raydel Gamboa (University of Oklahoma)
- Vitaliy Guimaraes (University of Oklahoma)
- Ian Gunther (Stanford University)
- Dallas Hale (Cypress Academy of Gymnastics)
- Kazuki Hayashi (Ohio State University)
- Asher Hong (Cypress Academy of Gymnastics)
- Evan Hymanson (Stanford Boys Gymnastics)
- Michael Jaroh (Penn State University)
- Paul Juda (University of Michigan)
- Nicolas Kuebler (Stanford University)
- Ian Lasic-Ellis (Stanford University)
- Toby Liang (Roswell Gymnastics)
- Riley Loos (Stanford University)
- Caleb Melton (Apollo Gymnastics)
- Yul Moldauer (5280 Gymnastics)
- Robert Neff (USPOTC)
- Noah Newfeld (University of California - Berkeley)
- Zachary Nunez (University of Oklahoma)
- Cole Partridge (USA Gymnastics World)
- Joey Pepe (University of Nebraska)
- Curran Phillips (Stanford University)
- Fred Richard (Massachusetts Elite Gymnastics Academy)
- Blake Sun (Stanford University)
- Colin Van Wicklen (University of Oklahoma)
- Colt Walker (University of Stanford)
- David Willett (University of Michigan)
- Ignacio Yockers (Pride Gymnastics Academy)
- Khoi Young (Stanford University)

### Feminino

#### Sênior
- Ciena Alipio (Midwest Gymnastics Center)
- Sydney Barros (World Champions Centre)
- Skye Blakely (WOGA Gymnastics)
- Charlotte Booth (Brandy Johnson's Global Gymnastics)
- Kailin Chio (Gymcats Gymnastics)
- Addison Fatta (Prestige Gymnastics)
- eMjae Frazier (Parkettes National Gymnastics Training Center)
- Karis German (World Champions Centre)
- Katelyn Jong (Metroplex Gymnastics)
- Kaliya Lincoln (WOGA Gymnastics)
- Lauren Little (Everest)
- Konnor McClain (WOGA Gymnastics)
- Zoe Miller (World Champions Centre)
- Kaylen Morgan (Everest Gymnastics)
- Marissa Neal (Great American Gymnastics Express)
- Brooke Pierson (WOGA Gymnastics)
- Joscelyn Roberson (North East Texas Elite Gymnastics)
- Katelyn Rosen (Twin City Twisters)
- Ashlee Sullivan (WOGA Gymnastics)
- Lexi Zeiss (Twin City Twisters)

#### Juvenil
- Adriana Consoli (Pearland Elite)
- Nicole Desmond (First State Gymnastics)
- Amelia Disidore (Great American Gymnastics Express)
- Kieryn Finnell (Rochester Gymnastics Academy)
- Jayla Hang (Ascend Gymnastics Center)
- Gabrielle Hardie (Twin City Twisters)
- Madray Johnson (WOGA Gymnastics)
- Avery King (WOGA Gymnastics)
- Myli Lew (San Mateo Gymnastics)
- Annalisa Milton (Great American Gymnastics Express)
- Zoey Molomo (Metroplex)
- Ella Murphy (WOGA Gymnastics)
- Ella Kate Parker (Cincinnati Gymnastics)
- Claire Pease (WOGA Gymnastics)
- Michelle Pineda (Metroplex Gymnastics)
- Azaraya Ra-Akbar (World Class Gymnastics)
- Hezly Rivera (WOGA Gymnastics)
- Simone Rose (Ascend Gymnastics Center)
- Audrey Snyder (First State Gymnastics)
- Tiana Sumanasekera (West Valley Gymnastics School)
- Gabby Van Frayen (Gym X-Treme)

## Nastia Liukin Cup
A 13ª Nastia Liukin Cup anual foi realizada em conjunto com a Winter Cup 2022. Pela primeira vez foi realizado em Frisco, Texas, cidade natal de Nastia Liukin.

## Campeões
| Evento           | Ouro          | Prata        | Bronze         |
| ---------------- | ------------- | ------------ | -------------- |
| Sênior           |               |              |                |
| Individual geral | Jamison Sears | Nikki Smith  | Avery Neff     |
| Juvenil          |               |              |                |
| Individual geral | Kamila Pawlak | Presley Duke | Jasmine Cawley |